# Libor Ambrozek
Libor Ambrozek est un homme politique tchèque né le 2 août 1966 à Hodonín. Il est député du parti KDU-ČSL (chrétien-démocrates) à la chambre des députés tchèque.

## Biographie
Après avoir effectué des études botanique à la faculté des sciences naturelles de l'Université Charles de Prague, Libor Ambrozek est chercheur au musée Masaryk d'Hodonín et responsable des affaires environnementales du district de cette ville.
Il est ministre de l'Environnement de la République tchèque de 2002 à 2006. Lors du premier vote de confiance sollicité de la chambre des députés tchèque par le leader du parti démocratique civique Mirek Topolánek, Ambrozek fait partie des trois députés du KDU-ČSL à refuser la confiance, en indiquant qu'il préfère à titre personnel l'option d'un gouvernement de coalition conduit par le social-démocrate Jiří Paroubek.
Lors du vote du 19 janvier 2007, Libor Ambrozek a cette fois-ci accordé sa confiance au second gouvernement Topolanek, qui est investi.